# Tajae
Tajae este o comună rurală din departamentul Illéla, regiunea Tahoua, Niger, cu o populație de 38.432 de locuitori (2001).